# 李英順
李英順（韓語：이영순，1945年—) ，是一位韓國已退役女子羽球運動員。

## 簡歷
李英順是首位贏得國際賽事獎牌的韓國羽球運動員。她在1969年的亞洲羽球錦標賽中與姜英信一起獲得女子雙打冠軍。從1965年到1969年，她曾九次獲得韓國冠軍。